# Драган Бајић
Драган Бајић (Блуденц, 24. мај 1973) српски је кошаркашки тренер.
Бајић је као главни тренер Игокее пет пута био првак Босне и Херцеговине и шест пута освајач националног Купа. Два пута је добио награду за најбољег тренера Јадранске лиге (2013. и 2021).

## Играчка каријера
У сезони 2000/01. као играч је освојио Првенство Босне и Херцеговине са Игокеом, чије је дрес носио и кроз све омладинске селекције. Интересантно је и то, да је пре овог играчког успеха са Игокеом, једно време играо и фудбал и то Прву лигу РС са екипом ФК Слога Трн, а у тиму је био нападач.

## Тренерска каријера

### Клубови
На почетку тренерске каријере радио је као помоћни тренер у Игокеи. Први пут је на место главног тренера Игокее сео у сезони 2008/09. када је добио отказ после пораза од Слободе. Поново је преузео функцију главног тренера у мају 2011. током финалне серије првенства БиХ када је заменио Слободана Клипу. У сезони 2012/13. као први тренер Игокее, прави највеће изненађење у Јадранској лиги, када је након 26 кола завршио на првом месту регуларне сезоне. На завршном турниру у Лакташима, кошаркаши Игокее су поражени у полуфиналу од Партизана. Исте такмичарске године Бајић је са Игокеом освојио првенство БиХ, Куп БиХ и Куп РС. На почетку сезоне 2013/14. Игокеа је бележила слабије резултате па је Бајић добио отказ 16. новембра 2013. године.
Крајем 2014. године преузео је бугарску екипу Черно море. Са овом клубом је освојио бугарски Куп. У децембру 2015. поново се вратио на место тренера Игокее, на чијој је клупи наследио Жељка Лукајића. Напустио је клуб 2. априла 2018. године. Вратио се у Игокеу 30. октобра 2019. године. Свој четврти мандат на месту главног тренера Игокее завршио је 14. јануара 2023. године пошто је поднео оставку након петог узастопног пораза у Јадранској лиги. Почетком августа 2024. године постављен је за тренера Сутјеске из Никшића.

### Репрезентације
Бајић је током 2014. године водио репрезентацију БиХ за играче до 18 година. Са њима је заузео 12 место на Европском првенству 2014. одржаном у Турској.
Бајић је у априлу 2021. године преузео функцију селектора кошаркашке репрезентације Македоније. Македоније је са њим на клупи у претквалификацијама за Светски куп, са Словачком и Швајцарском у групи, стигла до учинка 2-2, као и ривали. Али због боље кош разлике изборила је пласман у први круг квалификација где су је чекали Шпанија, Грузија и Украјина. Први круг квалификација за Светски куп Македонци су завршили са скором 0-6 и нису се пласирали у други круг. Бајић је смењен у јулу 2022. године.

## Трофеји

### Игокеа (играч)
- Првенство Босне и Херцеговине (1) : 2000/01.

### Игокеа (тренер)
- Првенство Босне и Херцеговине (5) : 2012/13, 2015/16, 2016/17, 2019/20, 2021/22.
- Куп Босне и Херцеговине (6) : 2012/13, 2015/16, 2016/17, 2017/18, 2020/21, 2021/22.
- Куп Републике Српске (1) : 2012/13.

### Черно Море (тренер)
- Куп Бугарске (1) : 2014/15.